# 제프리 빈
제프리 빈(Geoffrey Beene, 본명: Samuel Albert Bozeman Jr., 1924년 8월 30일 ~ 2004년 9월 28일)은 미국의 패션 디자이너이다. 빈은 뉴욕의 가장 유명한 패션 디자이너들 중 한 명이었으며 단순하고 편안하고 드레시(dressy)한 여성 의상을 만드는데 예술적이고 기술적인 스킬을 발휘했다.

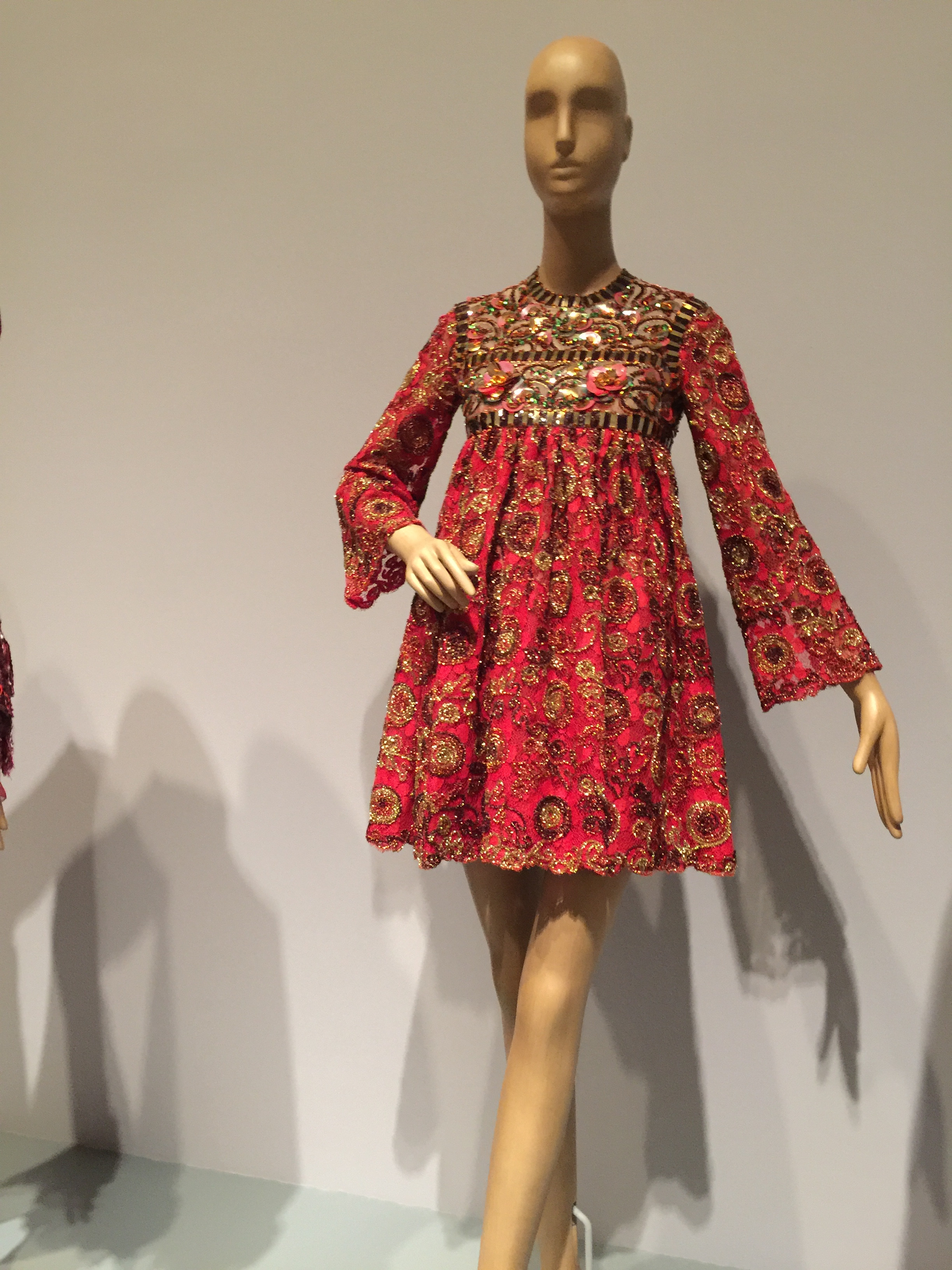
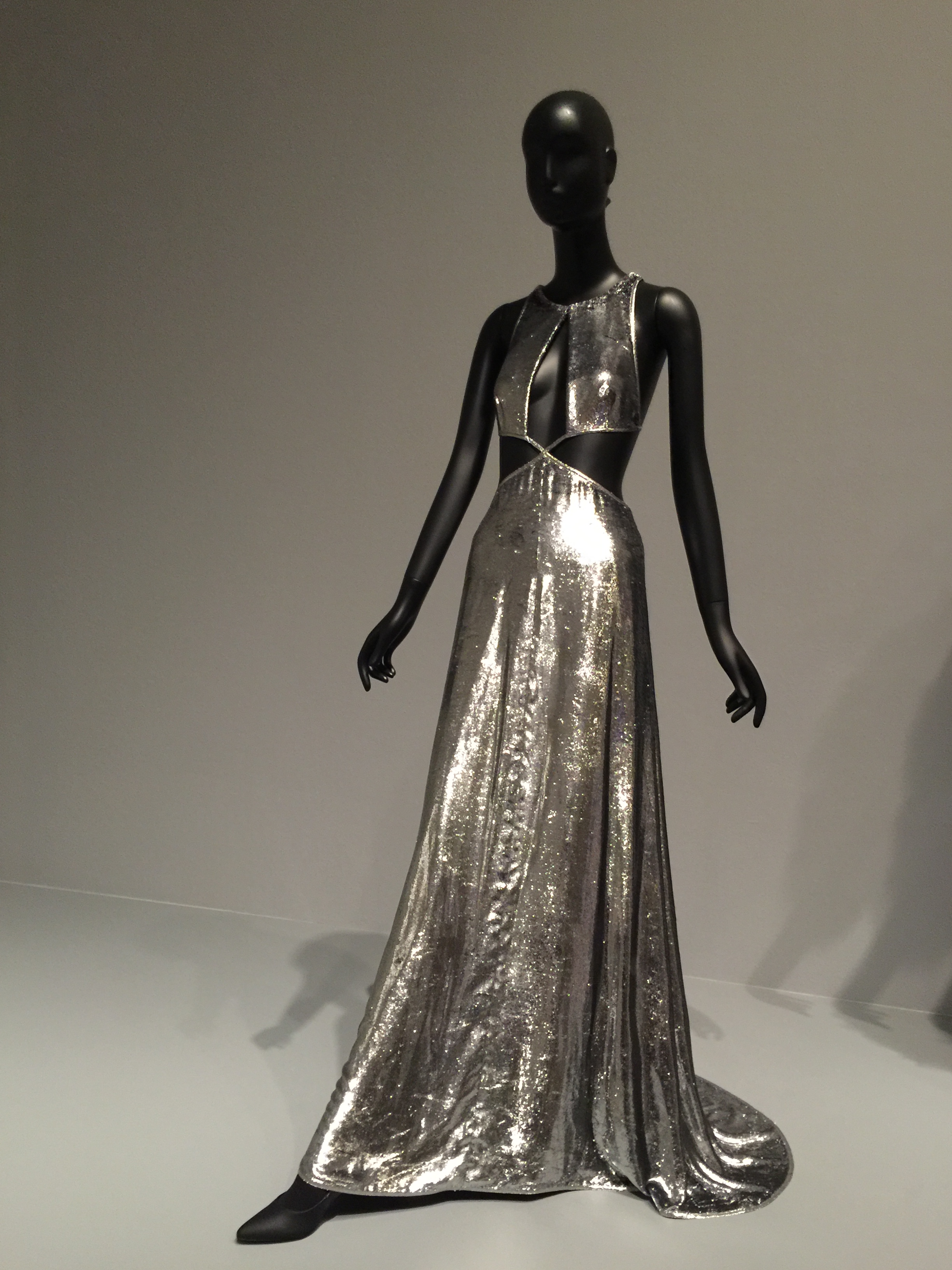

## 제프리 빈 라이프타임 어치브먼트상
수상자 목록
- 캐서린 헵번
- 조르조 아르마니
- 낸시 레이건
- 오스카르 데라렌타
- 마사 그레이엄
- 랠프 로런
- 이브 생로랑
- 발렌티노 가라바니
- 캘빈 클라인
- 카를 라거펠트
- 애나 윈터
- 도나 캐런
- 다이앤 본 퍼스텐버그
- 카롤리나 에레라
- 애나 수이
- 마이클 코스
- 마크 제이콥스
- 토미 힐피거
- 베라 왕
- 톰 포드